# Geometry Dash
A Geometry Dash egy 2013-as mobil- és Steam játék, amelyet Robert Topala svéd fejlesztő készített, és egyszemélyes cége, a RobTop Games publikált. A ritmus alapú platformjáték jelenleg 22 (23) hivatalos pályával rendelkezik, emellett több, mint 100 millió online pályával. Minden hivatalos pályának egyedi háttérzenéje van. Az egyéb funkciók közé tartozik a pályaszerkesztő, pályacsomagok, az ún. "szigetek" (gauntlet), felhasználó által létrehozott pályák, titkos érmék, különböző ikonok, A Torony és játékmódok, valamint felhasználói érmék és öt bolt a legújabb verziókban, megannyi Easter Egg-gel.

## Hivatalos pályák
- Stereo Madness: Az első hivatalos pálya, amely az 1.0 verzióban jelent meg. Nehézsége könnyű (easy)
- Back On Track: A második hivatalos pálya, amely az 1.0 verzióban jelent meg. Nehézsége könnyű (easy)
- Polargeist: A harmadik hivatalos pálya, amely az 1.0 verzióban jelent meg. Nehézsége normál (normal)
- Dry Out: A negyedik hivatalos pálya, amely az 1.0 verzióban jelent meg. Nehézsége normál (normal)
- Base After Base: Az ötödik hivatalos pálya, amely az 1.0 verzióban jelent meg. Nehézsége nehéz (hard)
- Can't Let Go: A hatodik hivatalos pálya, amely az 1.0 verzióban jelent meg. Nehézsége nehéz (hard)
- Jumper: A hetedik hivatalos pálya, amely az 1.0 verzióban jelent meg. Nehézsége nehezebb (harder)
- Time Machine: A nyolcadik hivatalos pálya, amely az 1.1 verzióban jelent meg. Nehézsége nehezebb (harder)
- Cycles: A kilencedik hivatalos pálya, amely az 1.2 verzióban jelent meg. Nehézsége nehezebb (harder)
- xStep: A tizedik hivatalos pálya, amely az 1.3 verzióban jelent meg. Nehézsége őrült (insane)
- Clutterfunk: A tizenegyedik hivatalos pálya, amely az 1.4 verzióban jelent meg. Nehézsége őrült (insane)
- Theory Of Everything: A tizenkettedik hivatalos pálya, amely az 1.5 verzióban jelent meg. Nehézsége őrült (insane)
- Electroman Adventures: A tizenharmadik hivatalos pálya, amely az 1.6 verzióban jelent meg. Nehézsége őrült (insane)
- Clubstep: A tizennegyedik hivatalos pálya, amely az 1.6 verzióban jelent meg. Nehézsége démon (demon)
- Electrodynamix: a tizenötödik hivatalos pálya, amely az 1.7 verzióban jelent meg. Nehézsége őrült (insane)
- Hexagon Force: A tizenhatodik hivatalos pálya, amely az 1.8 verzióban jelent meg. Nehézsége őrült (insane)
- Blast Processing: A tizenhetedik hivatalos pálya, amely az 1.9 verzióban jelent meg. Nehézsége nehezebb (harder)
- Theory Of Everything 2: A tizennyolcadik hivatalos pálya, amely az 1.9 verzióban jelent meg. Nehézsége démon (demon)
- Geometrical Dominator: A tizenkilencedik hivatalos pálya, amely a 2.0 verzióban jelent meg. Nehézsége nehezebb (harder)
- Deadlocked: A huszadik hivatalos pálya, amely a 2.0 verzióban jelent meg. Nehézsége démon (demon)
- Fingerdash: A huszonegyedik hivatalos pálya, amely a 2.1 verzióban jelent meg. Nehézsége őrült (insane)
- Dash: A huszonkettedik hivatalos pálya, amely a 2.2 verzióban jelent meg. Nehézsége őrült (insane)

(The challenge titkos pálya amit az egyik széfben a the challenge beírásával lehet elérni verzió:2.1) 

## Egyéni pályák
A 22 (23) hivatalos pálya mellett a játéknak egyéni pályái is van. Ezek eléréséhez a játékosnak teljes verzióval kell rendelkeznie. Figyelemre méltó objektumok: blokkok, gyűrűk, ugrópadok, portálok, tüskék és felhasználói érmék. Az ellenőrzött érméket új ikonokhoz lehet gyűjteni, vagy fel lehet őket használni lakatok feloldására.
Minden felhasználó által létrehozott pálya egy egyedi azonosítóval rendelkezik (az azonosító alacsonyabb, ha a pálya régebbi), amely a nevek keresése nélkül használható a pálya lejátszásához. A hivatalos pályákhoz hasonlóan a felhasználó által létrehozott pályákat is nehézség szerint sorolják. A pályákat RobTop, a játékosok vagy a moderátorok határozzák meg. A pályáktól eltérően ezek nem játszhatók le offline, csak letöltés után.
Az egyéni pályák között számos magyar készítő által publikált pálya is fellelhető, mint például a 10hex és a Bypass, krenogd-től, az SGR 1806 20 és a CringeStep, CringeLord GD-től, illetve a Gangimari, 64x-től.
Figyelemre méltó magyar készítők:
•Krenogd, a 10hex nevű pálya készítője.
•Szilu, a Nunri nevű pálya készítője, amely az egyetlen magyar pálya ami valaha felkerült az őrült démon listára.

## Gauntlets
A teljes verzióban még elérhetők ezek az 5 szintes pályacsomagok amik befejezéséért ajándékokat kapsz. Ezeknek típusai: tűz, jég, méreg, árnyék, láva, bónusz, mágia, tüske, káosz, szörny, halál, démon, idő, kristály, végzet, erdő, víz, portál, furcsa, fantázia, rejtély, átkozott, kastély, világ, galaxis, univerzális, Discord és hasított.

## A Torony
A Torony egy több pályából álló pályasorozat, amelyben mindegyik pályából szerezhetsz 3-3 titkos pénzt. A jelenlegi verzióban (2.206) 4 pálya van: A Torony, A Csatornák, A Pince és  A Titkos Üreg. Ez a pályasorozat a 2.2-es verzióban jött ki. Mindegyik pálya A Toronyban platformer módú. Lesz 2. szintje.

## Fokozatok
Az online pályák 12 féle nehézségben találhatók:
- N/A: Pályák ezzel a nehézséggel legtöbbször a 'legutóbbi' lapon találhatók.
- Auto (autómatikus): Ezekben a pályákban nem kell semmit nyomni, de régebbi auto pályákban vannak akadályok, amikben meg lehet halni.
- Könnyű: Ezek a legkönnyebb nehézségű pályák amikben kell ugrani. Hogy egy pálya könnyű nehézségű legyen, moderátoroknak 2 csillagosra kell értékelniük.
- Normál: 3 csillagos pályáknak van normál nehézségük.
- Nehéz: Nehéz pályák 4 és 5 csillagosak.
- Nehezebb: 6 és 7 csillagos pályák nehezebb nehézségűek.
- Őrült: Ezeknek a pályáknak 8 és 9 csillag között kell lenniük.

### Démon Fokozatok (10 csillagos pályák)
Mindegyik démon pálya 10 csillagot ad.
- Könnyű Démon: Legkönnyebb démon fokozat, könnyen összetéveszthető 9 csillagos pályákkal. Sok modern démon pályának ez a fokozata.
- Közepes Démon: Nehezebb, mint a könnyű démon. Ez a nehézség sokat tud segíteni haladó játékosoknak, ha fel kell melegítenük nehezebb pályák előtt.
- Nehéz Démon: A középső démon nehézség. Sok ismert pálya van, ami nehéz démon nehézségű.
- Őrült Démon: Második legnehezebb démon fokozat. Van egy oldal, az őrült démon lista, ahol a 75 legnehezebb őrült démon pálya rangsorolva van (https://insanedemonlist.com/index.html Archiválva 2023. szeptember 19-i dátummal a Wayback Machine-ben).
- Extrém Démon: Legnehezebb fokozat, legnehezebb démon pályáknak ez a fokozatuk. Ennek a fokozatnak is van listája, a "Démon Lista" (https://pointercrate.com/demonlist).

## Játékmódok
A játék a jelenlegi verziójában (2.207) 10 játékmóddal rendelkezik: Kocka, Hajó, Golyó, UFO, Wawe, Robot, Pók, Lengőkopter, Jetpack és Dual. Mindegyik játékmódot lehet portálokkal kicsinyíteni. A jetpack a hajót helyettesíti a platformer módban.

## Kódok
Geometry Dash többféle kóddal rendelkezik, amiket a Vault-okba beírva különböző színeket és skineket lehet szerezni.

### A Széf
- Lenny: Kapsz egy lenny kockát.
- Blockbite: Kapsz egy UFO-t.
- Spooky: Kapsz egy Shy Guy kockát.
- Neverending: Kapsz mégegy UFO-t.
- Mule: Kapsz egy hajót.
- Ahead: Kapsz egy űrhajós hullámot.
- Gandalfpotter: Kapsz egy háromszöges csíkot.
- Sparky: Kapsz egy titkos érmét.
- Robotop: Kapsz egy robotot.
- (Saját Neved): Kapsz egy szem kockát.
- 8-16-30-32-46-84: Kapsz egy illuminati wawet. (Amikor beírsz egy számot, mindig nyomj rá a fejére, és sorrendben írd a számokat).
- Finalboss: Kapsz egy lengőkoptert.

### Titkok Széfe
- Octocube: Kapsz egy polip kockát.
- Brainpower: Kapsz egy agy kockát.
- Seven: Kapsz egy Finn kockát.
- Thechickenisonfire: Kapsz egy sötét zöld színt.
- The Challenge: Kinyitja a 22. pályát. (Csak akkor működik, ha van legalább 200 gyémántod).
- Gimmiethecolor: Kapsz egy sötét piros színt.
- (A Csillagjaid Száma): Kapsz egy titkos ikont.
- Cod3breaker: Kapsz egy koponya kockát. (Ehhez egy komplex matek rejtvényt kell megoldani, a következő videó segíthet a megértésben: https://youtu.be/JCuk103YKgg).
- Glubfub: Kapsz egy titkos érmét. (Mielőtt beírnád ezt a kódot, nyomj az őr fejére addig, amíg nem mond valamit Spooky-ról. Ezután menj be a széfbe, és nyomj rá Spooky fejére amíg nem mond valamit Glubfub-ról. Végül menj vissza a titkok széféhez és írd be a kódot.)
- D4shG30me7ry: Kapsz egy mosolygó kockát.
- Thechickenisready: Kapsz egy rakéta hajót.

### Idő Kamrája
- Volcano: Kapsz egy titkos hullámot.
- River: Kapsz egy sötét zöld színt.
- Silence: Kapsz egy kockát.
- Darkness: Kapsz egy kockát.
- Hunger: Kapsz egy kockát.
- Backontrack: Kapsz egy pókot.
- Givemehelper: Kapsz egy múmia robotot.